# Остролучинский сельсовет
Остролучинский сельсовет — сельское поселение в Мичуринском районе Тамбовской области.
Административный центр — село Остролучье.

## Население
| 2010  | 2012  | 2013  | 2014  | 2015  | 2016  | 2017  |
| ----- | ----- | ----- | ----- | ----- | ----- | ----- |
| 1537  | ↗1561 | ↘1553 | ↘1517 | ↘1514 | ↘1433 | ↘1417 |
| 2018  | 2019  | 2020  | 2021  |       |       |       |
| ↘1383 | ↘1346 | ↘1340 | ↘1323 |       |       |       |

## Состав сельского поселения
| № | Населённый пункт    | Тип населённого пункта       | Население |
| - | ------------------- | ---------------------------- | --------- |
| 1 | 2-я Пятилетка       | посёлок                      | ↘172      |
| 2 | Гагаринские Дворики | деревня                      | ↘27       |
| 3 | Красный Октябрь     | посёлок                      | ↘109      |
| 4 | Остролучье          | село, административный центр | ↘130      |
| 5 | Радостная           | деревня                      | ↘143      |
| 6 | Райцентр            | посёлок                      | ↘137      |
| 7 | Терновое            | село                         | ↗450      |
| 8 | Терновские Дворики  | посёлок                      | ↘54       |
| 9 | Хоботово            | деревня                      | ↘315      |

## Историческая справка
Дата образования — январь — март 1918 года.
Причина возникновения — Остролучинский сельсовет образован в 1918 году и входил в состав Козловского уезда Тамбовской губернии.
В связи с введением нового административно-территориального деления в июне 1928 года был организован Козловский район. Старое административно- территориальное деление на губернии, уезды и волости было упразднено и заменено делением на области, округа и районы. Остролучинский сельский Совет вошёл в состав Козловского округа Центрально — Чернозёмной области в 1935 году, на основании постановления Президиума Воронежского облисполкома от 31 декабря 1934 года «О разделении и образовании новых районов Воронежской области», Козловский район разделился на 3 района:
· Козловский
· Глазковский
· Хоботовский
Остролучинский сельский Совет вошёл в состав вновь образовавшегося Хоботовского района.
В годы Великой Отечественной войны 1024 человека, проживающих на территории Остролучинского сельского совета, ушло на фронт. Вернулось живыми — 500. Так же во время Великой Отечественной войны на территории сельсовета находился аэродром Хоботово. В зимнее время, после обильных снегопадов, местная молодёжь часто привлекалась для расчистки взлётной полосы. 
4 июля 1956 года Президиум Верховного Совета РСФСР принял Указ об упразднении ряда районов Тамбовской области. В соответствии с этим Указом был упразднён Хоботовский район, с передачей его территории Мичуринскому району. Остролучинский сельский Совет вошёл в состав Мичуринского района.
В связи с укрупнением районов, колхозов, сельских Советов и упразднением некоторых из них в 1954 году в Остролучинский сельский Совет влился Терновской сельский Совет, а в1958 в Остролучинский сельский Совет влился Кировский сельский Совет.
В 1982 году Остролучинский сельский Совет объединял населённые пункты с населением 2520 человек.
Администрация Остролучинского сельского Совета является правопреемником исполнительного комитета Остролучинского сельского Совета народных депутатов с января 1992 года. В своей деятельности администрация Остролучинского сельского Совета подотчётна районной администрации Мичуринского района. 